# Liao Guifang
Liao Guifang (en chino: 廖桂芳; 5 de octubre de 2001) es una deportista china que compite en halterofilia.
Ganó dos medallas de oro en el Campeonato Mundial de Halterofilia, en los años 2023 y 2024.
En septiembre de 2023 estableció una nueva plusmarca mundial en el total de la categoría de 71 kg (273 kg).

## Palmarés internacional
| Campeonato Mundial | Campeonato Mundial    | Campeonato Mundial | Campeonato Mundial |
| Año                | Lugar                 | Medalla            | Categoría          |
| ------------------ | --------------------- | ------------------ | ------------------ |
| 2023               | Riad (Arabia Saudita) | Medalla de oro     | 71 kg              |
| 2024               | Manama (Baréin)       | Medalla de oro     | 81 kg              |